# Club Sportiv Forex Brașov
Le CS Forex Brașov est un club roumain de football basé à Brașov.

## Historique
- 2003 : fondation du club

## Palmarès
- Championnat de Roumanie de D2 :
  - Vice-champion : 2006
- Championnat de Roumanie de D3 :
  - Champion : 2005
- Championnat de Roumanie de D4 :
  - Champion : 2011